# Rubus latisedes
Rubus latisedes är en rosväxtart som beskrevs av Meierott. Rubus latisedes ingår i släktet rubusar, och familjen rosväxter. Inga underarter finns listade i Catalogue of Life.